# Łęg Tarnowski (gromada)
Łęg Tarnowski – dawna gromada, czyli najmniejsza jednostka podziału terytorialnego Polskiej Rzeczypospolitej Ludowej w latach 1954–1972.
Gromady, z gromadzkimi radami narodowymi (GRN) jako organami władzy najniższego stopnia na wsi, funkcjonowały od reformy reorganizującej administrację wiejską przeprowadzonej jesienią 1954 do momentu ich zniesienia z dniem 1 stycznia 1973, tym samym wypierając organizację gminną w latach 1954–1972.
Gromadę Łęg Tarnowski z siedzibą GRN w Łęgu Tarnowskim utworzono – jako jedną z 8759 gromad na obszarze Polski – w powiecie tarnowskim w woj. krakowskim, na mocy uchwały nr 30/IV/54 WRN w Krakowie z dnia 6 października 1954. W skład jednostki weszły obszary dotychczasowych gromad Łęg Tarnowski, Bobrowniki Wielkie i Biała ze zniesionej gminy Łęg Tarnowski w tymże powiecie. Dla gromady ustalono 25 członków gromadzkiej rady narodowej.
1 stycznia 1958 do gromady Łęg Tarnowski przyłączono tereny wsi Pawęzów o powierzchni 101 ha, 17 a, 11 m² stanowiące część przysiółka Kolonia Pawęzowska ze znoszonej gromady Krzyż.
31 grudnia 1959 do gromady Łęg Tarnowski przyłączono wieś Łukowa ze zniesionej gromady Łukowa.
Gromada przetrwała do końca 1972 roku, czyli do kolejnej reformy gminnej. 1 stycznia 1973 reaktywowano gminę Łęg Tarnowski.